# Palais de Glace

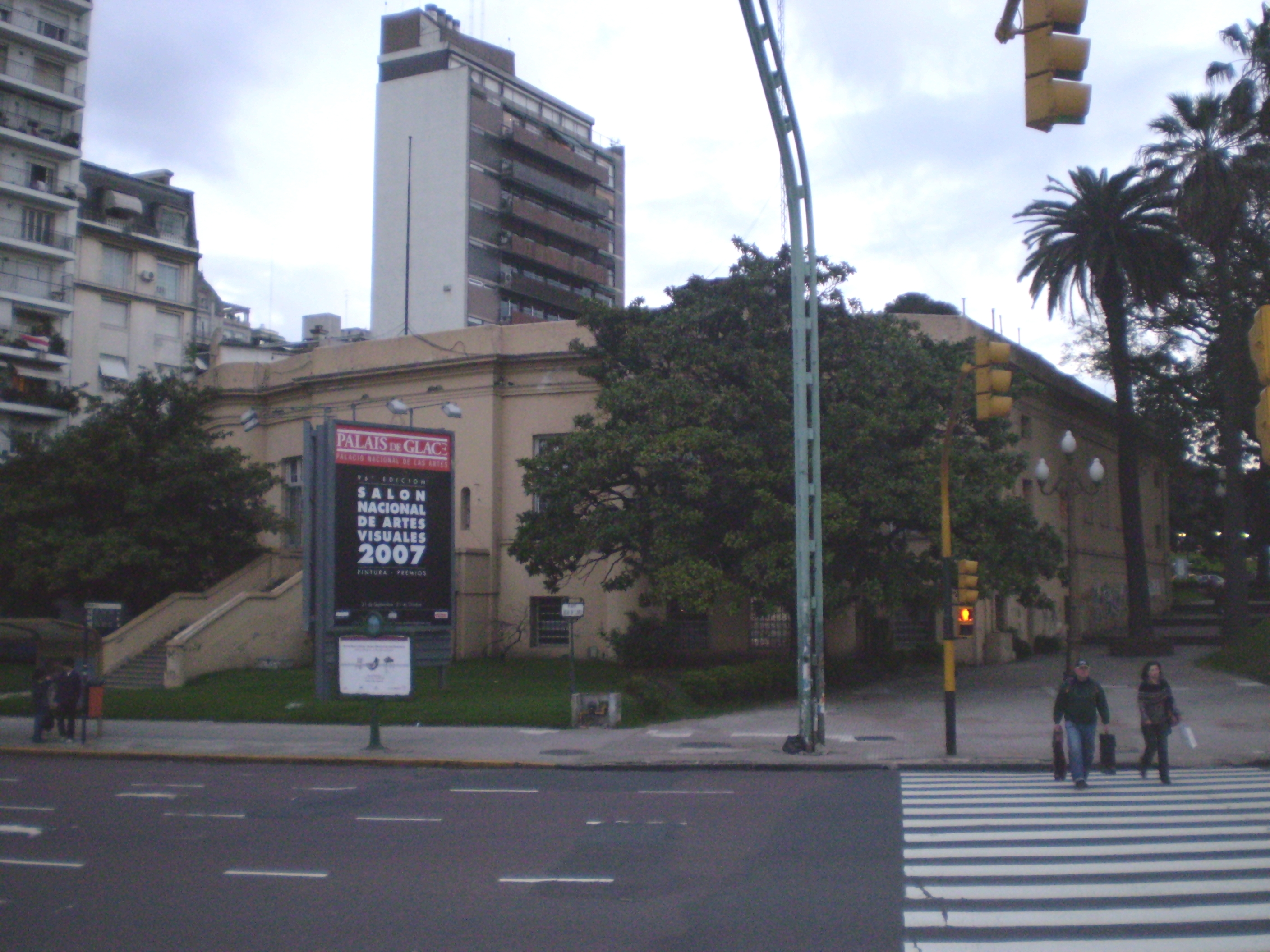
Palais de Glace, Buenos Aires

O Palais de Glace ou Palácio Nacional das Artes é um centro de exposições localizado no bairro de Recoleta da cidade de Buenos Aires, na Argentina.

## História
Foi inaugurado em 1910 para albergar uma pista de gelo de 21 metros de diâmetro, como parte de um clube que nucleava a algumas das famílias endinheiradas da cidade.
Tempo depois foi convertido em um salão de baile, por onde passaram muitas das grandes orquestras de tango da década de 1920.
Em 1931 o Município da Cidade cede o prédio ao Ministério de Educação e Justiça para Nação, que o converte em sede da Direção Nacional de Belas Artes.
Em 1954 o prédio foi utilizado como estúdio anexo do Canal 7.
A partir de 1960 volta a funcionar como sala de exposições, função que perdura até a atualidade.
Em 2004 um decreto do Poder Executivo Nacional declarou a este edifício monumento histórico nacional.